# Japan Ice Hockey League 1996/97
Die Saison 1996/97 war die 31. Spielzeit der Japan Ice Hockey League, der höchsten japanischen Eishockeyspielklasse. Meister wurden zum insgesamt neunten Mal in der Vereinsgeschichte die Seibu Prince Rabbits. Topscorer mit 55 Punkten wurde Ryan Fujita von Meister Seibu Prince Rabbits.

## Modus
In der Regulären Saison absolvierte jede der sechs Mannschaften insgesamt 30 Spiele. Die vier bestplatzierten Mannschaften qualifizierten sich für die Playoffs, in denen der Meister ausgespielt wurde. Für einen Sieg erhielt jede Mannschaft zwei Punkte, bei einem Unentschieden einen Punkt und bei einer Niederlage null Punkte.

## Reguläre Saison

### Tabelle
|    | Team                       | GP | W  | L  | T | GF  | GA  | Pts |
| -- | -------------------------- | -- | -- | -- | - | --- | --- | --- |
| 1. | Ōji Eagles                 | 30 | 22 | 4  | 4 | 152 | 92  | 48  |
| 2. | Seibu Prince Rabbits       | 30 | 16 | 9  | 5 | 128 | 102 | 37  |
| 3. | Kokudo Ice Hockey Club     | 30 | 18 | 12 | 0 | 105 | 72  | 36  |
| 4. | Snow Brand Ice Hockey Club | 30 | 10 | 18 | 2 | 78  | 116 | 22  |
| 5. | Nippon Paper Cranes        | 30 | 8  | 19 | 3 | 83  | 125 | 19  |
| 6. | Furukawa Ice Hockey Club   | 30 | 8  | 20 | 2 | 71  | 110 | 18  |

GP = Spiele, W = Siege, L = Niederlagen, T = Unentschieden

## Playoffs
|  | Halbfinale | Halbfinale                 | Halbfinale |  |  | Finale | Finale               | Finale |
|  |            |                            |            |  |  |        |                      |        |
|  |            |                            |            |  |  |        |                      |        |
|  | 1          | Ōji Eagles                 | 2          |  |  |        |                      |        |
|  | 4          | Snow Brand Ice Hockey Club | 1          |  |  |        |                      |        |
|  |            |                            |            |  |  | 1      | Ōji Eagles           | 0      |
|  |            |                            |            |  |  | 2      | Seibu Prince Rabbits | 2      |
|  | 2          | Seibu Prince Rabbits       | 2          |  |  |        |                      |        |
|  | 3          | Kokudo Ice Hockey Club     | 0          |  |  |        |                      |        |
|  |            |                            |            |  |  |        |                      |        |

### Topscorer
Abkürzungen: T = Tore, A = Assists, P = Punkte
|     | Spieler           | Team       | T  | A  | P  |
| --- | ----------------- | ---------- | -- | -- | -- |
| 1.  | Ryan Fujita       | Seibu      | 22 | 33 | 55 |
| 2.  | Chris Bright      | Seibu      | 25 | 24 | 49 |
| 3.  | Igor Dorofejew    | Ōji        | 17 | 31 | 48 |
| 4.  | Tom Pederson      | Seibu      | 10 | 28 | 38 |
| 5.  | Hiroshi Matsuura  | Ōji        | 17 | 20 | 37 |
| 6.  | Akihito Sugisawa  | Ōji        | 16 | 16 | 32 |
| 7.  | Motoaki Takeuchi  | Cranes     | 14 | 17 | 31 |
| 8.  | Kunihiko Sakurai  | Ōji        | 17 | 13 | 30 |
| 8.  | Georgi Jewtjuchin | Cranes     | 9  | 21 | 30 |
| 10. | Akira Ihara       | Snow Brand | 16 | 13 | 29 |
| 10. | Toshiyuki Sakai   | Kokudo     | 11 | 18 | 29 |

## Auszeichnungen
- Most Valuable Player – Chris Bright, Seibu Prince Rabbits
- Rookie of the Year – Akira Ihara, Snow Brand Ice Hockey Club

## All-Star-Team
| Tor          | Shinichi Iwasaki (Kokudo) | Shinichi Iwasaki (Kokudo) | Shinichi Iwasaki (Kokudo) | Shinichi Iwasaki (Kokudo) | Shinichi Iwasaki (Kokudo) | Shinichi Iwasaki (Kokudo) |
| Verteidigung | Tom Pederson (Seibu)      | Tom Pederson (Seibu)      | Tom Pederson (Seibu)      | Takeshi Yamanaka (Ōji)    | Takeshi Yamanaka (Ōji)    | Takeshi Yamanaka (Ōji)    |
| Sturm        | Chris Bright (Seibu)      | Chris Bright (Seibu)      | Kunihiko Sakurai (Ōji)    | Kunihiko Sakurai (Ōji)    | Akihito Sugisawa (Ōji)    | Akihito Sugisawa (Ōji)    |